# Let Me Hear You Scream
Let Me Hear You Scream è un singolo del cantante heavy metal britannico Ozzy Osbourne, il primo estratto dall'album Scream nel 2010. Ha raggiunto il primo posto della classifica Mainstream Rock Songs.
Il brano è stato promosso dalla CBS che lo ha utilizzato durante un episodio della sesta stagione della serie televisiva CSI: NY.
La canzone è stata candidata per il Grammy Award alla miglior interpretazione hard rock.

## Video musicale
Il videoclip del brano, diretto dal regista e musicista svedese Jonas Åkerlund, è stato reso disponibile a partire dal 25 maggio 2010.

## Tracce
- Download digitale

1. Let Me Hear You Scream – 3:25

## Formazione
- Ozzy Osbourne – voce
- Gus G. – chitarra
- Rob "Blasko" Nicholson – basso
- Tommy Clufetos – batteria
- Adam Wakeman – tastiere

## Classifiche
| Classifica (2010)             | Posizione massima |
| ----------------------------- | ----------------- |
| Canada                        | 62                |
| Canada (digital)              | 71                |
| Stati Uniti (mainstream rock) | 1                 |
| Stati Uniti (rock)            | 6                 |
| Stati Uniti (rock digital)    | 15                |
| Svezia                        | 6                 |